# EDC (album)
Pour les articles homonymes, voir EDC.
Albums de Satchel
The Family
(1996)
Singles
EDC est le premier album du groupe de rock alternatif de Seattle, Satchel. Il est sorti le 26 juillet 1994 sur le label Epic records.

## Historique
L'album a été enregistré et mixé pendant l'année 1993 et le printemps 1994 à Seattle aux studios The Laundry Room, Eternal Dank Coven et Avast Recordings Co. de Seattle et à Bear Creek dans l'État de Washington et produit par le groupe.
Réalisé à et par des musiciens issus de Seattle cet album classé rapidement dans le genre « grunge » par les médias, possède son propre son, même si le rapprochement avec Brad est inévitable.
Cet album est marqué par l'empreinte du film Reservoir Dogs de Quentin Tarantino, de nombreux titres portant le nom de personnages du film (Mr. Brown, Mr. Pink, Mr. Blue) . Des samples contenant des extraits de dialogues du film font aussi le lien entre certaines chansons.
Le dernier titre de l'album, Suffering fait partie de la bande son des films Beautiful Girls et The Girl Next Door.

## Liste des titres
- Tous les titres sont écrits par le groupe.

1. Mr. Brown - 4:45
2. Equilibrium - 3:39
3. Taste It - 3:17
4. Trouble Come Down - 3:05
5. More Ways Than 3 - 4:15
6. Hollywood - 4:06
7. O - 3:03
8. Mr. Pink - 3:42
9. Built 4 It - 5:14
10. Mr. Blue - 2:24
11. Willow - 5:07
12. Roof Almighty - 2:09
13. Suffering - 5:16

## Musiciens
Satchel
- Shawn Smith: chant, claviers, guitares, programmation sur Trouble Come Down.
- Regan Hagar: batterie, percussion, clavier sur Taste It et Mr. Blue.
- John Hoag: guitares, claviers sur O et Mr. Blue.
- Corey Kane: basse, claviers sur Mr. Brown.

Musiciens additionnels
- Matt Chamberlain: percussions sur O.
- Nalgas: Saxophone sur O.